# Aršak Korjan
Aršak Rafael'evič Korjan (in russo Аршак Рафаэльевич Корян?; traslitterazione anglosassone: Arshak Rafaelevich Koryan; Soči, 17 giugno 1995) è un calciatore russo naturalizzato armeno, attaccante del Rodina Mosca.

## Carriera

### Nazionale
Ha debuttato con la maglia della nazionale Under-21 russa durante le qualificazioni al campionato europeo di categoria nel 2015.

## Palmarès

### Club

#### Competizioni nazionali
- Coppa dei Paesi Bassi: 1

Vitesse: 2016-2017
- Campionato russo: 1

Lokomotiv Mosca: 2017-2018
- Pervaja Liga: 1

Chimki: 2023-2024